# Яхуди хамам
Яхуди хамам (на гръцки: Γιαχουντί Χαμάμ; на турски: Yahudi Hamamı) е стара турска баня в град Солун, Гърция. Намира се на ъгъла на улиците „Василевс Ираклиос“ и „Франгинис“ в квартала „Лулудадика“.
Предполага се, че е построена през XVI век. Името си Яхуди (на турски евреин) получава от това, че е в еврейската търговска зона. Нарича се и Пазар хамам (Παζάρ Χαμαμί, Pazar Hamami), защото е в центъра на пазара. Построен е от Халил ага, служил в харема. Работи като баня до края на османската епоха в 1912 година. По време на Солунския пожар в 1917 година претърпява много щети. След 1948 година от страната на „Василиос Ираклиос“ се появяват много цветарници, което води до появата на името Лулудадика. Сега сградата се използва за културни събития.
Банята е с площ от 750 m2, разположена е на два метра под уличното ниво и е разделена на мъжка и женска част - чифте хамам. Всяка секция се състои от квадратна подова настилка, покрита с голям полусферичен купол и набор от по-малки помещения, също покрити с куполи. В двете секции има типичните помещения на баните - студени, хладки, горещи, и хипокауст. В задната част на сградата са били резервоарът за вода и огнището, което се захранва с дърва. Цялата сграда е изградена от камък и тухла и имитира византийската строителна система. Отвън хамамът е богато украсен. В покривите на куполите има дупки за осветление, а зидарията на стените е с повтаряши се зони. Хамамът има и богата вътрешна сталактитна декорация и щамповани декорации в хоросан, както и интересни конструктивни решения.